# Attore (figlio di Ippaso)
Attore è un personaggio della mitologia greca. Viene contato tra gli Argonauti.
Di lui si sa che era figlio di Ippaso, e  che proveniva dalla città di Pellene, in Acaia. Come gli altri Argonauti, rispose all'appello di Giasone per partecipare al recupero del vello d'oro.
Non si distinse particolarmente durante il viaggio e non è citato in altri contesti.